# Beatrice Capra
Beatrice Capra (Baltimore, Maryland, 6 april 1992) is een voormalig tennisspeelster uit de Verenigde Staten van Amerika. Zij begon op negenjarige leeftijd met tennis. Haar favoriete ondergrond is hardcourt. Zij speelt rechtshandig en heeft een tweehandige backhand. Zij was actief in het internationale tennis van 2007 tot en met 2013.

## Loopbaan
Bij de junioren bereikte Capra de 8e positie op de wereldranglijst van de ITF, in juni 2010.
In 2008 won zij twee dubbelspeltitels op het ITF-circuit van de volwassenen.
In 2009 won Capra haar enige enkelspeltitel, op het ITF-toernooi van Williamsburg – in de finale versloeg zij Russin Jana Koroleva.
Op het US Open van 2010 kreeg zij een wildcard, waarmee zij de derde ronde bereikte.

## Posities op deWTA-ranglijst
Positie per einde seizoen:
| jaar | rang enkelspel | rang dubbelspel |
| ---- | -------------- | --------------- |
| 2007 | 1076           | –               |
| 2008 | 682            | 729             |
| 2009 | 859            | 765             |
| 2010 | 223            | 1047            |
| 2011 | 621            | 405             |
| 2012 | 872            | –               |
| 2013 | 861            | –               |

## Resultaten grandslamtoernooien
| Legenda | Legenda                          |
| ------- | -------------------------------- |
| g.t.    | geen toernooi gehouden           |
| l.c.    | lagere categorie                 |
| –       | niet deelgenomen                 |
| G       | uitgeschakeld in de groepsfase   |
| 1R      | uitgeschakeld in de eerste ronde |
| 2R      | uitgeschakeld in de tweede ronde |
| 3R      | uitgeschakeld in de derde ronde  |
| 4R      | uitgeschakeld in de vierde ronde |
| KF      | uitgeschakeld in de kwartfinale  |
| HF      | uitgeschakeld in de halve finale |
| F       | de finale verloren               |
| W       | het toernooi gewonnen            |
| w-v     | winst/verlies-balans             |

### Enkelspel
| toernooi        | 2010 |
| --------------- | ---- |
| Australian Open | –    |
| Roland Garros   | –    |
| Wimbledon       | –    |
| US Open         | 3R   |

### Vrouwendubbelspel
geen deelname